# Scotogramma mendosica
Scotogramma mendosica är en fjärilsart som beskrevs av George Francis Hampson 1903. Scotogramma mendosica ingår i släktet Scotogramma och familjen nattflyn. Inga underarter finns listade.